# Iwan Bloch

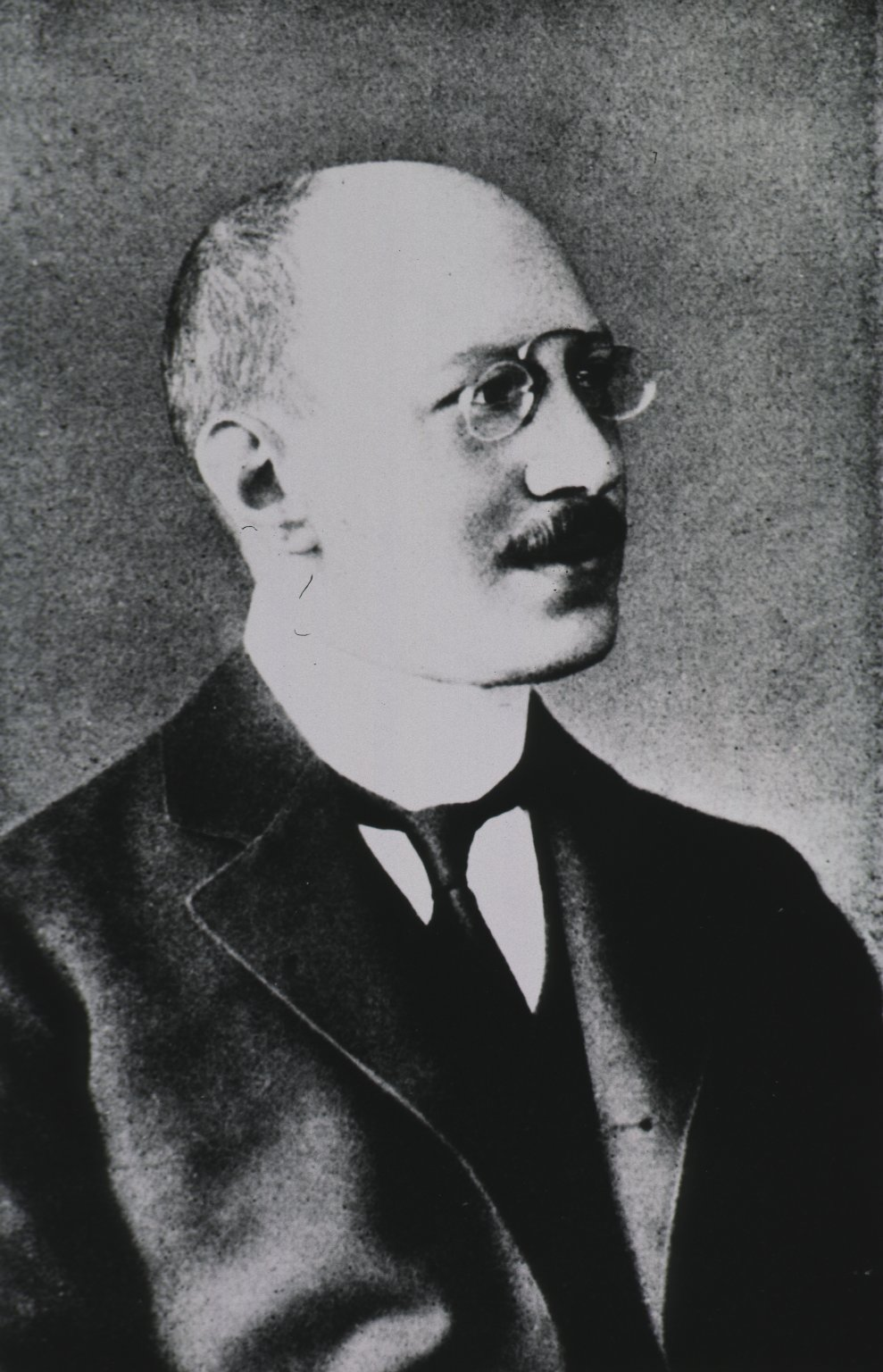
Iwan Bloch

Iwan Bloch (auch Ivan Bloch; * 8. April 1872 in Delmenhorst; † 19. November 1922 in Berlin) war ein deutscher Mediziner, Dermatovenerologe und Sexualforscher. Er war einer der Begründer der Sexualwissenschaft als wissenschaftliche Disziplin. Er veröffentlichte auch Beiträge unter verschiedenen Pseudonymen, etwa als Veriphantor.

## Leben
Bloch entstammte einer jüdischen Familie. Sein Vater Louis Bloch (1846–1892) war ein Viehhändler gebürtig aus Bassum, der mit seiner Ehefrau Rosa Lisette Rosette, einer geborenen Meyer (1845–1921), insgesamt fünf Kinder hatte. Iwan war das älteste Kind. Er ging von 1881 bis Ostern 1886 in Delmenhorst, das zu dieser Zeit zum Großherzogtum Oldenburg gehörte, in die Volks- und Rektorschule. Danach wechselte er an das Kaiser-Wilhelm Gymnasium nach Hannover, wo er bei Verwandten wohnte und sein Abitur absolvierte. 1891 begann er an der Universität Bonn mit dem Medizin- und Philosophiestudium. Hiernach wechselte er an die Universität Heidelberg, sodann nach Berlin und schließlich an die Universität Würzburg, wo er 1896 promoviert wurde und seine Approbation erhielt. Das Thema der Dissertationsschrift lautete: Über den Einfluss von Jod, Thyrojodin, Thyraden auf den Stoffwechsel; sein Doktorvater war der Physiologe Adolf Fick.
1897 verlegte Bloch seinen Lebensmittelpunkt nach Charlottenburg. Sein klinisches Wissen vertiefte er in jener Zeit an verschiedenen Berliner Krankenhäusern. Hier stand die Venerologie und die Dermatologie im Mittelpunkt seines klinischen Interesses. Er war als Dozent an der Volkshochschule Berlin-Lichtenberg tätig. Schließlich ließ er sich 1898 in einer selbstständigen Praxis nieder. In der Joachimsthaler Straße 9, Ecke Kurfürstendamm, in Berlin eröffnete er dann nach mehreren Umzügen eine Praxis als „Spezialarzt für Haut- und Sexualleiden“.
Im Jahr seiner Promotion heiratete er Rosa Heinemann. Die Ehe ließ ihn Vater seines einzigen Sohnes Robert werden; 1905 wurde die Ehe geschieden, der Sohn verblieb bei der Mutter. Später heiratete er Lisbeth Kühn. Er starb an den Folgen seines Diabetes mellitus. Seine letzte Ruhe fand er auf dem Jüdischen Friedhof Weißensee im Feld A4.

## Wirken

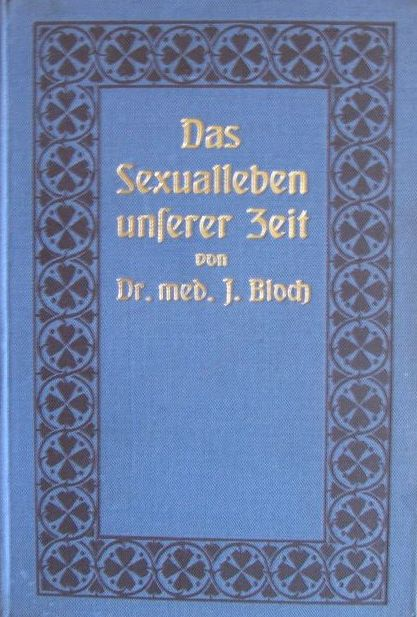
Das Sexualleben unserer Zeit, 1907

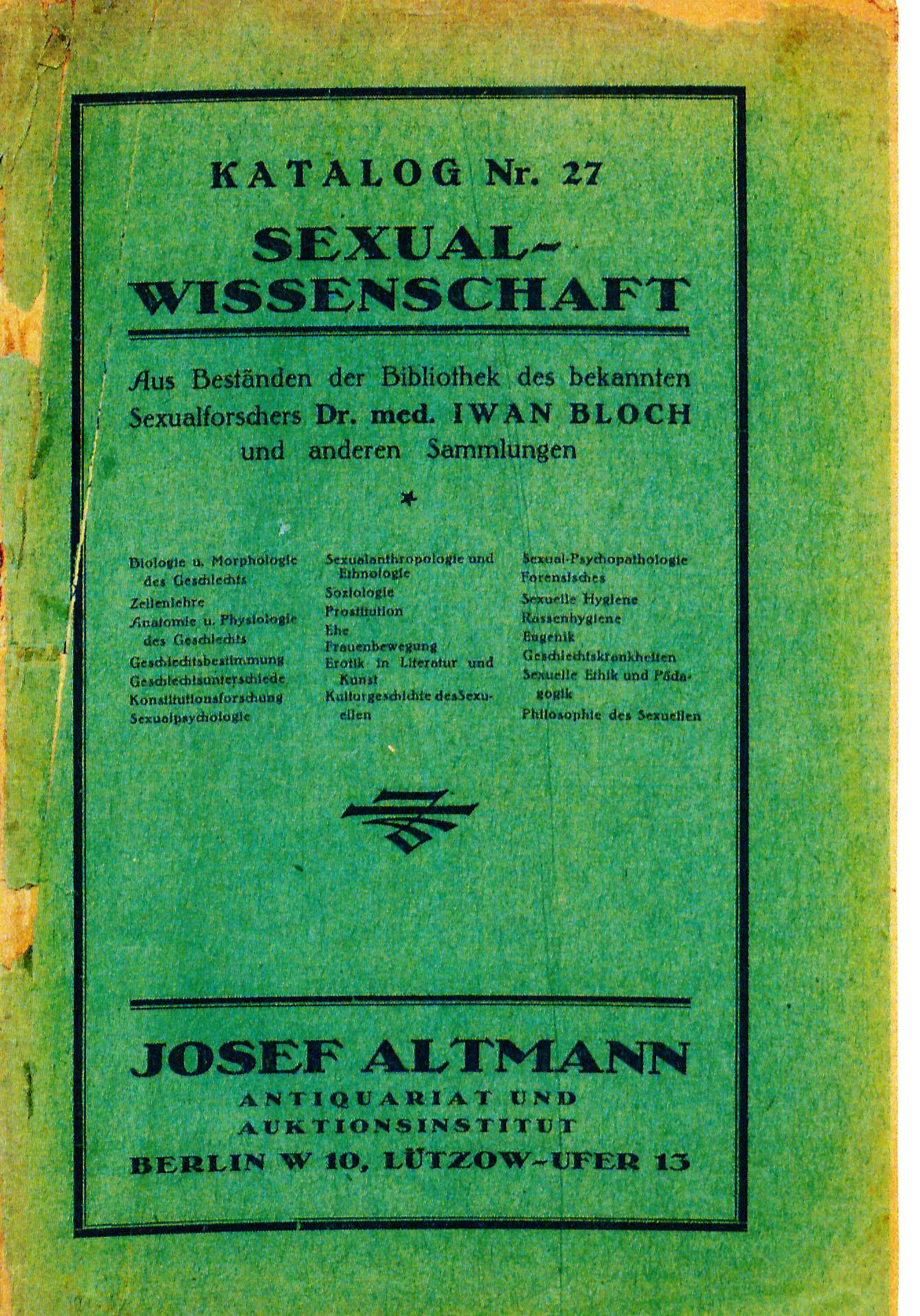
Josef Altmann: Bücher aus der Bibliothek von Iwan Bloch (ca. 1922)

Sein Forschungsansatz lag in der Verbindung von Kultur- und Medizingeschichte.
Bloch hat 1907 in der Monografie Das Sexualleben unserer Zeit den bereits 1898 von Sigmund Freud geprägten Begriff der Sexualwissenschaft allgemein eingeführt. In der Vorrede zu diesem Buch definiert er die Sexualwissenschaft als fächerübergreifend arbeitende Disziplin. Bloch schreibt, „daß eine rein medizinische Auffassung des Geschlechtslebens, obgleich sie immer den Kern der Sexualwissenschaft bilden wird, nicht ausreiche, um den vielseitigen Beziehungen des Sexuellen zu allen Gebieten des menschlichen Lebens gerecht zu werden. Um die ganze Bedeutung der Liebe für das individuelle und soziale Leben und für die kulturelle Entwicklung der Menschheit zu würdigen, muß sie eingereiht werden in die Wissenschaft vom Menschen überhaupt, in der und zu der sich alle anderen Wissenschaften vereinen, die allgemeine Biologie, die Anthropologie und Völkerkunde, die Philosophie und Psychologie, die Medizin, die Geschichte der Literatur und diejenige der Kultur in ihrem ganzen Umfange.“
Bloch schrieb, auch unter verschiedenen Pseudonymen (Eugen Dühren, Albert Hagen, Veriphantor, Gerhard von Welsenburg) sittengeschichtliche und sexualwissenschaftliche Werke. Er war am  27. Juli 1908 Gründungsmitglied der Berliner Psychoanalytischen Gesellschaft, zusammen mit Magnus Hirschfeld, Heinrich Körber und Otto Juliusburger auf Anregung des Psychoanalytikers Karl Abraham. Zu Sigmund Freud unterhielt er eine umfangreiche Korrespondenz.
Bloch war Mitglied in verschiedenen wissenschaftlichen Gesellschaften und Organisationen, so in der „Berliner Psychoanalytischen Vereinigung“, der „Gesellschaft zur Bekämpfung der Geschlechtskrankheiten“ und im „Deutscher Bund für Mutterschutz und Sexualreform“ (auch „Bund für Mutterschutz“) von Helene Stöcker. 1913 gründete er zusammen mit Magnus Hirschfeld, Albert Eulenburg sowie weiteren, die „Ärztliche Gesellschaft für Sexualwissenschaft und Eugenik“, 1914 gab er zusammen mit Eulenburg die Zeitschrift für Sexualwissenschaft heraus. 
Im Ersten Weltkrieg leistete Iwan Bloch seinen Militärdienst.
Der Nachlass Iwan Blochs liegt in Berlin im Archiv der Magnus-Hirschfeld-Gesellschaft.

## Schriften (in Auswahl)

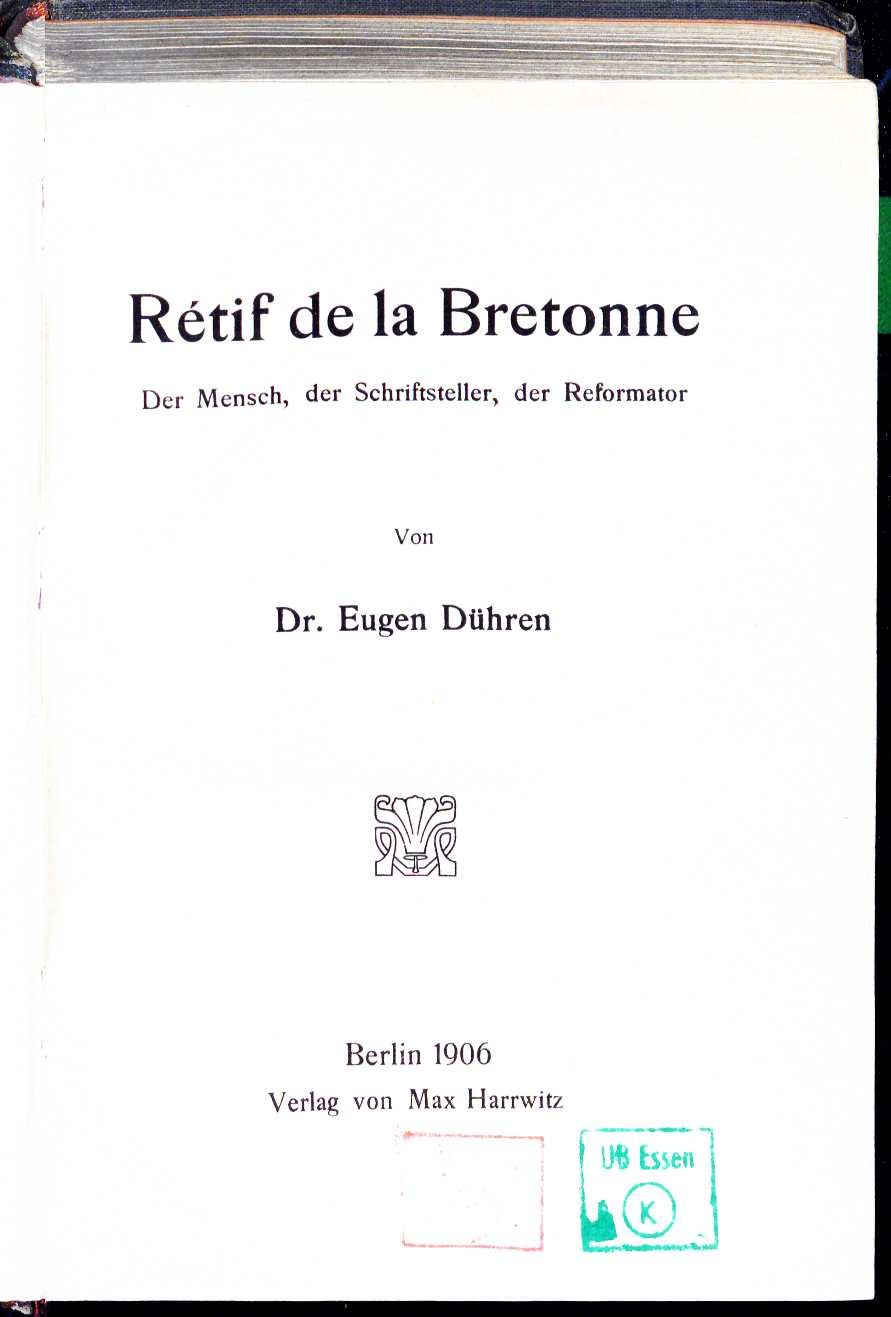
Eugen Dühren: Rétif de la Bretonne, 1906

### Monographien
- Beiträge zur Aetiologie der Psychopathia sexualis. (Dohrn, Dresden, 1902) (Digitalisat)
- Englische Sittengeschichte. (früher: Das Geschlechtsleben in England. 2 Bände, 1912, als Eugen Dühren)
- Der Fetischismus. Berlin 1903 (als Veriphantor)
- Irrungen menschlicher Liebe. (o. J., als Veriphantor)
- Der Marquis de Sade und seine Zeit. Ein Beitrag zur Cultur- und Sittengeschichte des 18. Jahrhunderts. Mit besonderer Beziehung auf die Lehre von der Psychopathia Sexualis. (1900, als Eugen Dühren. 1. Aufl. Barsdorf, Berlin 1900; Max von Harrwitz, Berlin 1904; 5. Aufl. Barsdorf, Berlin 1915; in Reihe: Studien zur Geschichte des menschlichen Geschlechtslebens, Bd. 1. Inges. 7 Aufl. zu Lebzeiten. Zuletzt 1978: Heyne, München, ISBN 3-453-50124-1.)
  - in English (Auszüge): Marquis de Sade. His life and his works. Übers. (James Bruce. Castle/Book Sales, New York 1948 128 S.). Weitere Übersetzungen ins Französische und Spanische.
- Neue Forschungen über den Marquis de Sade und seine Zeit. Mit besonderer Berücksichtigung der Sexualphilosophie de Sade’s auf Grund des neuentdeckten Original-Manuskriptes seines Hauptwerkes. (als Eugen Dühren; Nachdruck, 1965; wieder VDM Verlag Dr. Müller, Saarbrücken 2007)
- Die Prostitution. (Band 1, 1912; 2. Band postum 1925)
- Rétif-Bibliothek. Verzeichnis der französischen und deutschen Ausgaben und Schriften von und über Nicolas Edme Restif de la Bretonne. (1906, als Eugen Dühren)
- Rétif de la Bretonne. Der Mensch, der Schriftsteller, der Reformator. (Max Harrwitz, Berlin 1906, als Eugen Dühren)
- Das Sexualleben unserer Zeit in seinen Beziehungen zur modernen Kultur. (Louis Marcus Verlagsbuchhandlung, Berlin 1907; und weitere Auflagen) (Digitalisat der 4. Auflage von 1908)
- Die sexuelle Osphresiologie. (1906, als Albert Hagen)
- Der Ursprung der Syphilis. Eine medizinische und kulturgeschichtliche Untersuchung. (G. Fischer, Jena, 1901) (Digitalisat)
- Das erste Auftreten der Syphilis (Lustseuche) in der europäischen Kulturwelt. Gewürdigt in seiner weltgeschichtlichen Bedeutung, dargestellt nach Anfang, Verlauf und voraussichtlichem Ende. (Fischer, Jena, 1904) (Digitalisat)
- Das Versehen der Frauen in Vergangenheit und Gegenwart und die Anschauungen der Aerzte, Naturforscher und Philosophen darüber. (1899, als Gerhard von Welsenburg)
- Projekt Gutenberg-DE:  Bibliothek der Sexualwissenschaft. 36 Klassiker als Faksimile auf DVD. Hille & Partner ISBN 978-3-86511-524-9.
- Die Praxis der Hautkrankheiten. Unna’s Lehren für Studierende und Ärzte. (Berlin/Wien 1908) (Digitalisat)

### Aufsätze
- Über den Chirurg Ido Wolff (1615–1695). In: Oldenburger Jahrbuch, 1898.
- Liebe und Kultur. In: Mutterschutz. Zeitschrift zur Reform der sexuellen Ethik, Publikationsorgan des Bundes für Mutterschutz, hrsg. von Helene Stöcker. Frankfurt a. M. 1905, Heft 1, S. 26–32 u. Heft 2, S. 65–74.
- Die Individualisierung der Liebe. In: Mutterschutz. Zeitschrift zur Reform der sexuellen Ethik, Heft 7, 1906, S. 274–282 u. Heft 8, 1906, S. 310–320.
- Die primitiven Wurzeln der Prostitution. In: Zeitschrift für Bekämpfung der Geschlechtskrankheiten, XII. Band, 1912, S. 143–160.
- Über die Freudsche Lehre. In: Zeitschrift für Sexualwissenschaft, Band III (April 1916 bis März 1917), S. 57–63. (Ursprünglich ein Vortrag Blochs in der Sitzung der „Ärztlichen Gesellschaft für Sexualwissenschaft“ in Berlin am 17. März 1916.)
- Geschichte der Hautkrankheiten in der neueren Zeit. In: Max Neuburger, Julius Pagel (Hrsg.): Handbuch der Geschichte der Medizin. Vol. 3. G. Fischer, Jena 1905, S. 393–463 (Digitalisat)

### Herausgabe von Büchern
- Reihe „Sexualpsychologische Bibliothek“
  - Alexandre de Tilly: Die Memoiren des Grafen von Tilly. Marcus, Berlin 1909. (Bd. 1–2)
  - Constancio Bernaldo de Quiros, José María Llanas Aguilaniedo: Verbrechertum und Prostitution in Madrid. Marcus, Berlin 1909. (Bd. 3)
  - Tresmin-Trémolières: Yoshiwara. Die Liebesstadt der Japaner. Berlin: Marcus 1910. (Bd. 4)
  - Camille Granier: Das verbrecherische Weib.  Marcus, Berlin 1910. (Bd. 5)
  - Maurice Talmeyr: Das Ende einer Gesellschaft.  Marcus, Berlin 1910. (Bd. 6)
- Karl Gutzkow: Arabella. Eine Toilettenphantasie. Neu hrsg. u. mit einer Einleitung versehen von Iwan Bloch. Alfred Richard Meyer-Verlag, Berlin-Wilmersdorf  [1920].

### Herausgabe von Zeitschriften
- Zeitschrift für Sexualwissenschaft. (Begründet von Albert Eulenburg und Iwan Bloch, fortgeführt von Max Marcuse; später unter dem Titel Zeitschrift für Sexualwissenschaft und Sexualpolitik.)